# Volkswagen Bora
Para una vista general de todas las generaciones. Véase Volkswagen Jetta

## Cuarta generación (1998-2005 [excepto México])
Se presentó por primera vez como prototipo en 1997 en Detroit con el nombre de Volkswagen CJ en color azul se trataba de un sedán cupé 2 puertas, que anticipaba las líneas de la próxima generación, pero solo llegaría en variantes de 4 y 5 puertas, la producción del Bora (Jetta cuarta generación) comenzó en julio de 1999. con este nombre de Bora se conoce a este automóvil en muchas partes del Mundo. El Bora es un viento invernal que fluye intermitentemente sobre la costa del Mar Adriático, así como en partes de Grecia, Rusia, Turquía y en Bulgaria. En América del Norte, ciertas partes de América Latina y Sudáfrica, el nombre de Jetta se conservó debido a la popularidad del modelo en estos mercados.
El Bora se introdujo al Mercado un poco después que su hermano mayor en la gama, el Passat, con el que comparte varios elementos de estilo. Las formas redondeadas y la línea del toldo curva sirvieron como la nueva identificación estética de Volkswagen, abandonando los bordes angulosos a favor de esquinas más curvas. Este auto se oferta con carrocerías Sedán (Berlina) y Vagoneta (Familiar). Entre las novedades de esta generación se incluyen opciones avanzadas tales como limpiadores controlados por sensor de lluvia y el climatizador automático (Climatronic).

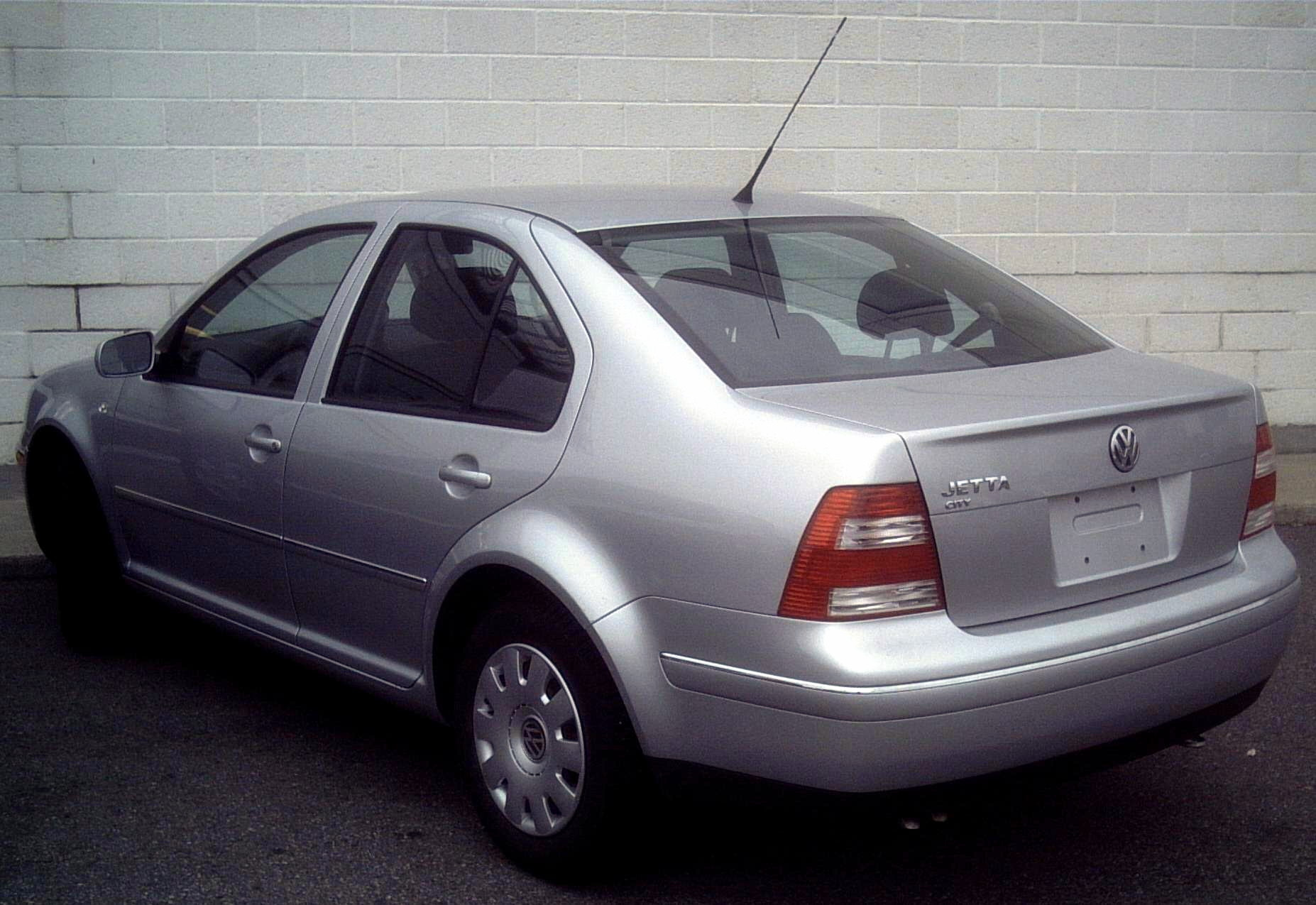
City Jetta 2007 (Canadá).

Aunque es ligeramente más corto que la tercera generación, la cuarta generación creció en cuanto a su distancia entre ejes, compartiendo muchos elementos y misma estética que su homónimo, el skoda octavia I. Algunas opciones de motorización se conservaron, como los de 1.6 L de 100 CV, los 2.0 L de 115 CV, el motor VR6 a 15 grados 2.8 L y 174 CV, no obstante, se incluyeron dos nuevas opciones de plantas de poder, el motor de 4 cilindros 1.8 L turbo y 20 válvulas (conocido como el 1.8T), y el VR5 (un derivado de 5 cilindros, 2.3 L y 150 CV del ya conocido motor VR6). La suspensión conservó su diseño básico, sin embargo, se suavizó considerablemente en la mayoría de las versiones para dar una marcha más cómoda, punto que ha sido criticado.
En 2004, una nueva línea de motores a diésel se introdujeron al mercado. Este nuevo diseño empleó inyectores novedosos junto con filtros de emisiones y controles electrónicos con la finalidad de cumplir con las nuevas normas anticontaminantes europeas y norteamericanas, siendo estos nuevos sistemas considerablemente más complejos que los ofrecidos anteriormente. Estos continuaban teniendo un desplazamiento de 1.9 L, pero ahora la potencia iba de los 100 a los 130 CV.

### Motorizaciones
| Periodo                        | 1998-2005               | 1998-2000                                         | 2000-2005                 | 1999-2005             | 2001-2005                 | 1999-2000             | 2000-2005                                         | 2006-2015                  | 1998-2001                                         | 2001-2005                                         | 2000-2003             | 1998-2001                                         | 2000-2002                                         | 1999-2003              |
| Identificación del motor       | AHW, AKQ, APE, AXP, BCA | AEH, AKL, APF                                     | AVU, BFQ                  | AUS, AZD, ATN, BCB    | BAD                       | AGN                   | AGU, ARX, AUM                                     | AUQ                        | APK, AQY                                          | AZJ                                               | AZH                   | AGZ                                               | AQN                                               | AQP, AUE, BDE          |
| Tipo de motor                  | L4 16v                  | L4 8v                                             | L4 8v                     | L4 16v                | L4 16v, inyección directa | L4 20v                | L4 20v, turbo, intercooler                        | L4 20v, turbo, intercooler | L4 8v                                             | L4 8v                                             | L4 8v                 | VR5 10v                                           | VR5 20v                                           | VR6 24v                |
| Diámetro x carrera             | 76.5 mm × 75.9 mm       | 81.0 mm × 77.4 mm                                 | 81.0 mm × 77.4 mm         | 76.5 mm × 86.9 mm     | 76.5 mm × 86.9 mm         | 81.0 mm × 86.4 mm     | 81.0 mm × 86.4 mm                                 | 81.0 mm × 86.4 mm          | 82.5 mm × 92.8                                    | 82.5 mm × 92.8                                    | 82.5 mm × 92.8        | 81.0 mm × 90.2 mm                                 | 81.0 mm × 90.2 mm                                 | 81.0 mm × 90.3 mm      |
| Cilindrada                     | 1390 cm³                | 1595 cm³                                          | 1595 cm³                  | 1598 cm³              | 1598 cm³                  | 1781 cm³              | 1781 cm³                                          | 1781 cm³                   | 1984 cm³                                          | 1984 cm³                                          | 1984 cm³              | 2324 cm³                                          | 2324 cm³                                          | 2792 cm³               |
| Relación de compresión         | 10.5: 1                 | 10.3: 1                                           | 10.3: 1                   | 11.5: 1               | 12.0: 1                   | 10.3: 1               | 9.3: 1                                            | 9.5: 1                     | 10.5: 1                                           | 10.5: 1                                           | 10.5: 1               | 10.1: 1                                           | 10.1: 1                                           | 10.5: 1                |
| Potencia máxima: CV (kW) @ rpm | 75 CV (55 kW) @ 5000    | 101 CV (74 kW) @ 5600                             | 102 CV (75 kW) @ 5600     | 105 CV (77 kW) @ 5700 | 110 CV (81 kW) @ 5800     | 125 CV (92 kW) @ 6000 | 150 CV (110 kW) @ 5700                            | 180 CV (132 kW) @ 5500     | 115 CV (85 kW) @ 5200                             | 115 CV (85 kW) @ 5400                             | 115 CV (85 kW) @ 5400 | 150 CV (110 kW) @ 6000                            | 170 CV (125 kW) @ 6200                            | 204 CV (150 kW) @ 6200 |
| Par máximo: Nm @ rpm           | 128-131 Nm @ 3300       | 145 Nm @ 3800                                     | 148 Nm @ 3800             | 148 Nm @ 4500         | 155 Nm @ 4400             | 170 Nm @ 4200         | 210 Nm @ 1750-4600                                | 235 Nm @ 1950-5000         | 170 Nm @ 2400                                     | 172 Nm @ 3200                                     | 170 Nm @ 2400         | 205 Nm @ 3200                                     | 220 Nm @ 3300                                     | 270 Nm @ 3200          |
| Tracción                       | Delantera               | Delantera                                         | Delantera                 | Delantera             | Delantera                 | Total                 | Delantera                                         | Delantera                  | Delantera                                         | Delantera                                         | Total                 | Delantera                                         | Delantera                                         | Total                  |
| Transmisión                    | Manual, 5 velocidades   | Manual, 5 velocidades / Automática, 4 velocidades | Automática, 4 velocidades | Manual, 5 velocidades | Manual, 5 velocidades     | Manual, 5 velocidades | Manual, 5 velocidades / Automática, 5 velocidades | Manual, 5 velocidades      | Manual, 5 velocidades / Automática, 4 velocidades | Manual, 5 velocidades / Automática, 4 velocidades | Manual, 5 velocidades | Manual, 5 velocidades / Automática, 5 velocidades | Manual, 5 velocidades / Automática, 5 velocidades | Manual, 6 velocidades  |
| Aceleración (0-100 km/h)       | 14.3 s                  | 12.8 s                                            | 13.5 s                    | 11.6 s                | 11.2 s                    | 10.9 s                | 8.9 s                                             | 8.2 s                      | 11.0 s                                            | 11.0 s                                            | 11.7 s                | 9.2 s                                             | 8.5 s                                             | 7.4 s                  |
| Velocidad máxima               | 171 km/h                | 188 km/h                                          | 185 km/h                  | 192 km/h              | 194 km/h                  | 196 km/h              | 216 km/h                                          | 228 km/h                   | 195 km/h                                          | 195 km/h                                          | 192 km/h              | 216 km/h                                          | 224 km/h                                          | 235 km/h               |
| Consumo combinado (L/100 km)   | 6.5                     | 7.7                                               | 8.1                       | 7.0                   | 6.2                       | 8.9                   | 7.9                                               | 8.4                        | 8.0                                               | 8.0                                               | 8.8                   | 9.3                                               | 8.7                                               | 11.0                   |

| Periodo                        | 1998-2005                | 1998-2002                                         | 1998-2002                                         | 1998-2002                                         | 2000-2005                                                    | 1998-2001                                                    | 2000-2001                                                    | 2001-2005                                                    | 2000-2005                                                    |           |           |           |           |           |           |           |           |           |           |           |
| Identificación del motor       | AGP, AQM                 | AGR                                               | ALH                                               | AHF, ASV                                          | ATD, AXR                                                     | AJM                                                          | AUY                                                          | ASZ                                                          | ARL                                                          |           |           |           |           |           |           |           |           |           |           |           |
| Tipo de motor                  | L4 8v, inyección directa | L4 8v, inyección directa, turbo, intercooler      | L4 8v, inyección directa, turbo, intercooler      | L4 8v, inyección directa, turbo, intercooler      | L4 8v, inyección directa, inyector-bomba, turbo, intercooler | L4 8v, inyección directa, inyector-bomba, turbo, intercooler | L4 8v, inyección directa, inyector-bomba, turbo, intercooler | L4 8v, inyección directa, inyector-bomba, turbo, intercooler | L4 8v, inyección directa, inyector-bomba, turbo, intercooler |           |           |           |           |           |           |           |           |           |           |           |
| Diámetro x carrera             | 79.5 mm × 95.5 mm        | 79.5 mm × 95.5 mm                                 | 79.5 mm × 95.5 mm                                 | 79.5 mm × 95.5 mm                                 | 79.5 mm × 95.5 mm                                            | 79.5 mm × 95.5 mm                                            | 79.5 mm × 95.5 mm                                            | 79.5 mm × 95.5 mm                                            | 79.5 mm × 95.5 mm                                            |           |           |           |           |           |           |           |           |           |           |           |
| Cilindrada                     | 1896 cm³                 | 1896 cm³                                          | 1896 cm³                                          | 1896 cm³                                          | 1896 cm³                                                     | 1896 cm³                                                     | 1896 cm³                                                     | 1896 cm³                                                     | 1896 cm³                                                     |           |           |           |           |           |           |           |           |           |           |           |
| Relación de compresión         | 19.5: 1                  | 19.5: 1                                           | 19.5: 1                                           | 19.5: 1                                           | 19.0: 1                                                      | 18.0: 1                                                      | 18.0: 1                                                      | 19.0: 1                                                      | 18.5: 1                                                      |           |           |           |           |           |           |           |           |           |           |           |
| Potencia máxima: CV (kW) @ rpm | 68 CV (50 kW) @ 4200     | 90 CV (66 kW) @ 4000                              | 90 CV (66 kW) @ 3750                              | 110 CV (81 kW) @ 4150                             | 100 CV (74 kW) @ 4000                                        | 115 CV (85 kW) @ 4000                                        | 115 CV (85 kW) @ 4000                                        | 130 CV (96 kW) @ 4000                                        | 150 CV (110 kW) @ 4000                                       |           |           |           |           |           |           |           |           |           |           |           |
| Par máximo: Nm @ rpm           | 133 Nm @ 2200-2600       | 210 Nm @ 1900                                     | 210 Nm @ 1900                                     | 235 Nm @ 1900                                     | 240 Nm @ 1800-2400                                           | 285 Nm @ 1900                                                | 310 Nm @ 1900                                                | 310 Nm @ 1900                                                | 320 Nm @ 1900                                                |           |           |           |           |           |           |           |           |           |           |           |
| Tracción                       | Delantera                | Delantera                                         | Delantera                                         | Delantera                                         | Delantera                                                    | Delantera                                                    | Delantera                                                    | Delantera                                                    | Delantera                                                    | Delantera | Delantera | Delantera | Delantera | Delantera | Delantera | Delantera | Delantera | Delantera | Delantera | Delantera |
| Transmisión                    | Manual, 5 velocidades    | Manual, 5 velocidades / Automática, 4 velocidades | Manual, 5 velocidades / Automática, 4 velocidades | Manual, 5 velocidades / Automática, 4 velocidades | Manual, 5 velocidades / Automática, 5 velocidades            | Manual, 5 velocidades                                        | Manual, 6 velocidades / Automática, 5 velocidades            | Manual, 6 velocidades / Automática, 5 velocidades            | Manual, 6 velocidades                                        |           |           |           |           |           |           |           |           |           |           |           |
| Aceleración 0–100 km/h         | 18.2 s                   | 12.9 s                                            | 12.9 s                                            | 10.9 s                                            | 12.1 s                                                       | 10.6 s                                                       | 10.8 s                                                       | 10.1 s                                                       | 9.0 s                                                        |           |           |           |           |           |           |           |           |           |           |           |
| Velocidad máxima               | 160 km/h                 | 180 km/h                                          | 180 km/h                                          | 193 km/h                                          | 188 km/h                                                     | 195 km/h                                                     | 195 km/h                                                     | 205 km/h                                                     | 216 km/h                                                     |           |           |           |           |           |           |           |           |           |           |           |
| Consumo combinado (L/100 km)   | 5.2                      | 5.0                                               | 5.0                                               | 5.0                                               | 5.2                                                          | 5.1                                                          | 5.1                                                          | 5.2                                                          | 5.4                                                          |           |           |           |           |           |           |           |           |           |           |           |

### Seguridad
La seguridad en la cuarta generación de este modelo fue una muy alta prioridad para Volkswagen. El auto se manufactura utilizando procesos avanzados tales como prensas altamente robotizadas, mejorando técnicas de medición y soldaduras láser, principalmente en el toldo. En las pruebas de choque, esta cuarta generación recibió muy buenas calificaciones. En las pruebas del Nuevo Programa de Evaluación de Vehículos realizadas por la National Highway Traffic Safety Administration (NHTSA), este modelo obtuvo la calificación máxima de cinco estrellas en lo concerniente a la protección para conductor y pasajero delantero en un impacto frontal a 56 km/h (35 mph). En las Pruebas de impacto laterales a 62 km/h (38.5 mph) se obtuvieron cuatro de cinco estrellas en la protección a conductor y pasajero trasero. Y en las más difíciles pruebas a 64 km/h (40 mph), se obtuvo la más alta calificación como “Bueno”.

### Pruebas y reseñas de la prensa especializada
La prensa especializada por lo general encontró a esta cuarta generación de su agrado. El coche obtuvo elogios por su calidad de marcha segura y cómoda. Otros críticos lo consideraron de estética atractiva pero una opción costosa dentro de su segmento. Los asientos se consideraron muy firmes, y sus acabados fueron considerados de un nivel muy alto de calidad y ensamble, recordando a automóviles aún más costosos. Los primeros autos de la serie tuvieron pocos problemas de calidad; se reportaron algunos cristales que no subían, algunos problemas eléctricos y de los sistemas de control de emisiones, mismos que fueron corregidos en modelos posteriores.
La cuarta generación se dejó de vender en buena parte del mundo en 2004, sin embargo en Canadá, y buena parte de América Latina se siguió vendiendo hasta 2015.

### Bora Variant (Jetta Variant/Wagon)

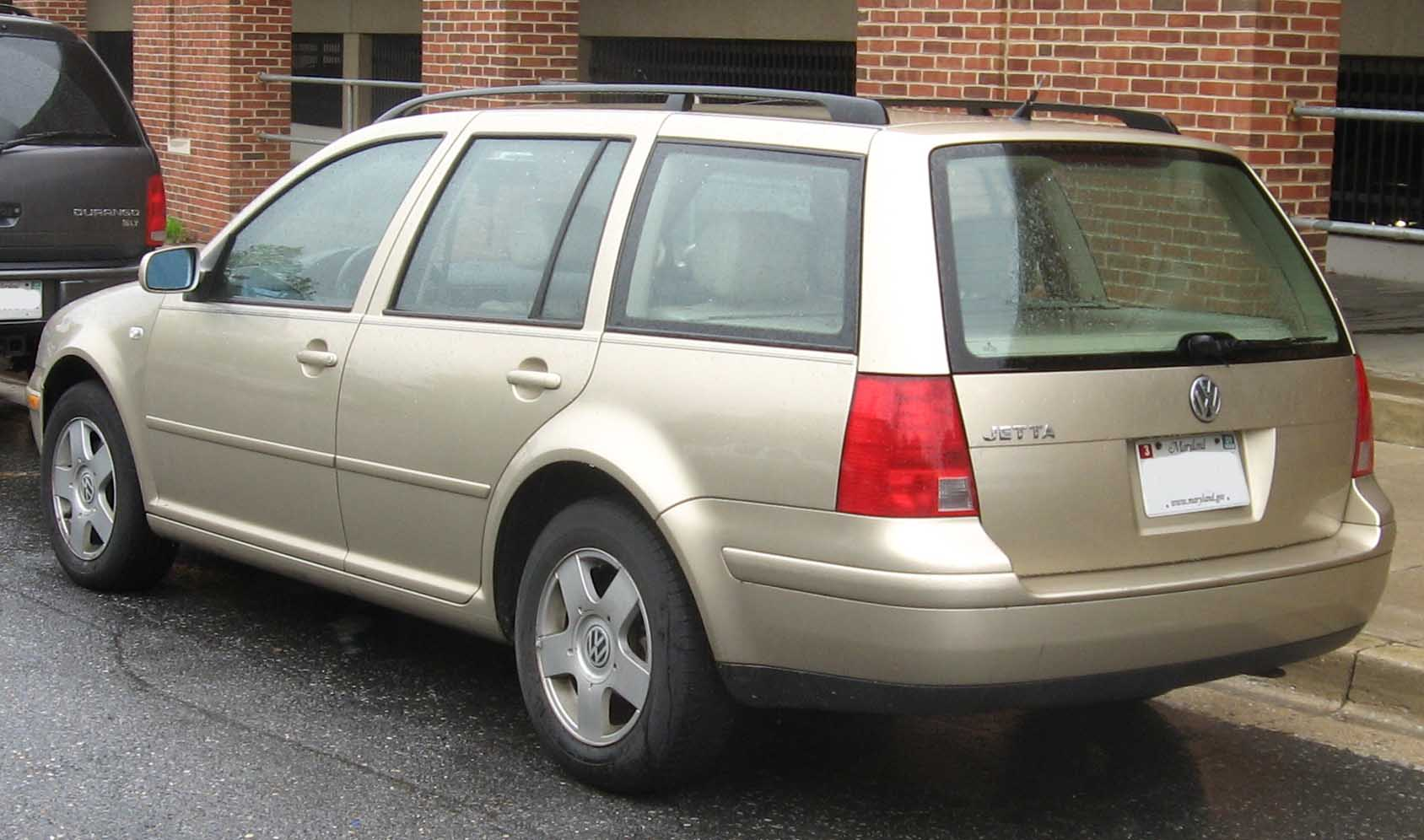
Jetta Variant (Estados Unidos).

Volkswagen presentó esta nueva variante de carrocería del Jetta en enero de 2001 en el Auto Show de Los Ángeles, esta fue la primera ocasión en que un auto de la plataforma “A” estaba disponible en Norteamérica con este tipo de carrocería. Aunque el sedan se construye en varias plantas, la variante Familiar únicamente salió de la planta de Wolfsburgo. En la parte trasera se mejoró el volumen de carga llegando hasta los 963 L, y con la banca trasera abatida, este llegaba a 1,473 L. Tal y como lo hizo la Berlina, la variante Familiar recibió muy buenos comentarios por parte de la prensa, pues encontraron su cajuela amplia y útil; adicionalmente a esto el interior conservó la misma calidad de ensamble y acabados, aunque el asiento trasero era un poco justo. En Europa y otras partes del mundo, esta carrocería se comercializaba como Bora y/o Golf, sin más diferencias que el frente y el capó y ciertas opciones de motorización (el motor VR6 se reservaba para el Bora Variant), los autos son idénticos.

### Producción

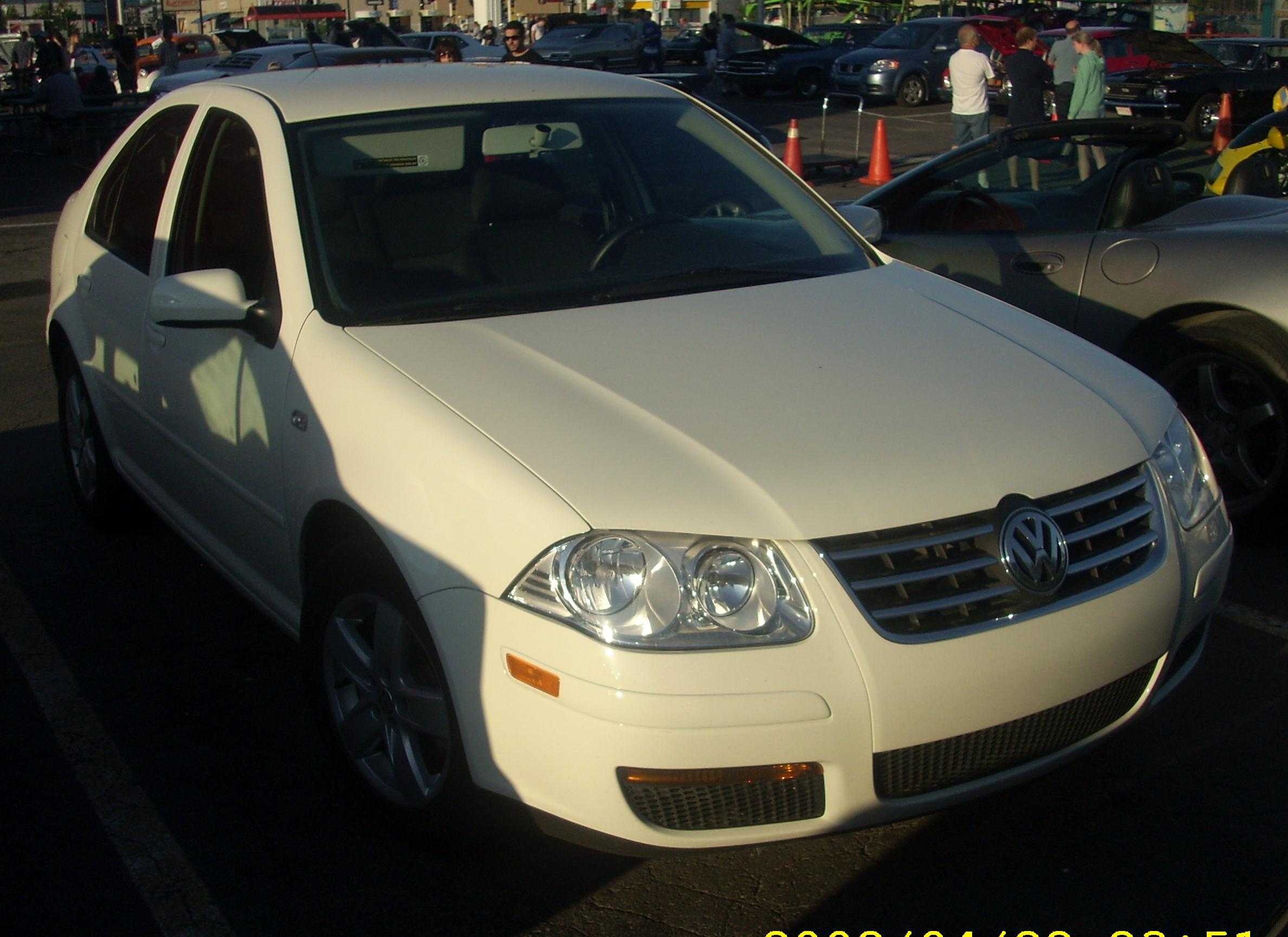
City Jetta 2008 (Canadá).

En el 2008, esta cuarta generación continúa produciéndose en China como Bora (a través de la asociación entre Volkswagen y First Automotive Works) y México y comercializándose en China y en partes de América adicionalmente a la quinta generación del Jetta por razones de costos.
El motor sigue siendo el famoso y confiable 2.0 L 115 CV, compartiéndose con el Golf brasileño de cuarta generación, sus prestaciones no son excelentes pero sorprenden todavía a pesar de sus más de 15 años en el mercado, una aceleración de 11 s para alcanzar los 100 km/h y una velocidad máxima que llega a los 195 km/h.
Igualmente disponible con el motor 1.9 L TDI cuya confiabilidad ha sido un gran factor para quienes buscan un auto mediano con buenas prestaciones y un consumo muy bajo.
Un factor de la deportividad sigue siendo el motor 1.8 L Turbo con intercooler de 180 CV, permiten que alcance los 100 km/h en 8 s. Su velocidad máxima está limitada a 210 km/h, que consigue en 4.ª marcha como en 5.ª, esta última sobremarcha. Sin dicho limitador de velocidad alcanza considerables 260 km/h (162 mph), los cuales se superan solamente con autos como el Golf 1.8T que desarrolla sus 237 km/h, o el 2.0 Turbo FSi (disponible únicamente en los Golf y Jetta de quinta generación), que supera los 242 km/h (150 mph).
En China, este auto recibió un rediseño en el verano de 2006, con claras influencias estilísticas del Passat generación 5.5. Igualmente una versión hatchback (en esencia un Golf) también se comercializa bajo el nombre de Bora HS.
En octubre de 2006, Volkswagen reintrodujo el Jetta de cuarta generación en Canadá con el nombre de City Jetta. Esta estrategia tuvo la finalidad de volver a Volkswagen más competitiva en el mercado ya que el Jetta de quinta generación incrementó sus costos en relación con la competencia. El único motor disponible es el 2.0 L de 115 CV. El City Jetta se fabrica junto con el Jetta de quinta generación (Vento o Bora según los mercados) en la planta de Volkswagen de México en Puebla, México.
El modelo chino ha recibido una nueva generación para el 2010, basada en la quinta generación del Jetta, mientras que el Bora actual seguirá vendiéndose como Bora Classic. Y en diciembre de 2012 se presentó una nueva actualización.

## Jetta Cuarta generación/Clásico en México (1999-2015)
El Jetta Generación 4 llega al mercado mexicano en noviembre de 1998 ya como modelo 1999. Inicialmente se ofrece en 3 versiones: “GL”, “GLS” (estas 2 versiones con el motor 2.0 litros y 115 HP) y “GLX VR6” (con el motor 2.8 litros VR6  de 177 HP), las 3 versiones tenían la opción de transmisión manual de 5 velocidades o una automática de 4 cambios. 
Para el año 2000 el GLS VR6 es reemplazado por el Jetta GLS Turbo, que trae el motor 1.8 l Turbo 20 válvulas y 150 CV, y aparece el Paquete Comfort (consistente en elevadores de vidrios y espejos con control eléctrico) para el Jetta GL. Todas las versiones están disponibles con transmisión manual de 5 velocidades o automática de 4 opcional.
- 2002 se introduce Jetta Variant importada de Alemania con mecánica hecha en México, el 2.0 L 115 CV y transmisión automática de 4 velocidades en variantes Jetta Variant GL (con equipo eléctrico y transmisión automática) y Jetta Variant GLS (con techo corredizo y cuatro airbags).

- 2003, hay una reorganización en las versiones quedando de la siguiente forma:

la versión “GL” ahora se llama “Europa”, la versión “GLS” ahora se llama ”Trendline” y aparece una nueva versión intermedia llamada “Comfortline”, la versión “Sportline” Se queda con el mismo nombre que ya tenía en el modelo 2002 pero el conocido motor 1.8T ahora tiene 180 HP y finalmente la versión “GLX VR6” ahora se llama “Highline”, este último toma el motor VR6 2.8 litros de 24 válvulas y 200 HP, además, la versión “Highline” era la única que tenía Control Electrónico de Estabilidad (ESC/ESP) con la opción de transmisión manual de 6 velocidades o la nueva automática Tiptronic de 5 velocidades, esta transmisión también era opcional para la versión “Sportline”, también en este mismo año, el Jetta recibe en todas sus versiones el paquete cromo que era una opción a costo extra en Alemania. 
A finales de 2005 desaparecen las versiones más equipadas debido a la introducción del nuevo Bora (Jetta MkV), dejando disponibles solamente las versiones Jetta Europa y Jetta Trendline. Entre 2005 y 2006 hacen su aparición numerosas ediciones especiales como los Jetta Wolfsburg Edition, Jetta Winter, Jetta Soccer y el Jetta 50 Aniversario de 2004 que conmemora el 50 aniversario del establecimiento de Volkswagen de México.
- 2006, hace su aparición una nueva versión tope: “TDI” que presenta el motor 1.9 L TDI y 105 HP con un equipo más generoso que los “Europa” y “Trendline”.

- 2007, no hay cambios respecto al modelo 2006 y el Jetta se sigue ofreciendo en las mismas 3 versiones; “Europa”, “Trendline” y “TDI”, pero, este fue el último año que el Jetta de Cuarta Generación conservó su clásica línea cuadrada.

- 2008, a mediados del 2007 el Jetta sufre un face-lift debido a la alianza FAW-Volkswagen para mantenerlo fresco y moderno además de recibir líneas más redondeadas, este face-lift es presentado como modelo 2008, mismo que fue un acierto, pues el Jetta sigue siendo el auto más vendido en su categoría en México.

Otro cambio muy importante para este año-modelo es que el Jetta recibe la nueva transmisión automática Tiptronic de 6 velocidades, reemplazando a la anterior de 4 velocidades.
- 2009, se agrega 1 nueva versión sumando un total de 4 y quedan de la siguiente forma:

“City”, “Europa”y “Trendline” y “TDI”. 
- 2010, se incorpora a la gama del Jetta la versión “GLI”, con un motor de 1.8 litros y 180 caballos de fuerza, con la transmisión opcional de manual de 5 velocidades o Triptonic de 6 velocidades. Su diseño presenta un estilo "tuning" con faldones, faros oscurecidos, spoiler, asientos y volante muy a tono con el Bora GLI.

- 2011, debido a la introducción de la sexta generación del Jetta, el Jetta de cuarta generación cambia su nombre por el de Volkswagen Clásico y las versiones cambian de nombre quedando de la siguiente forma:

La versión “City” ahora se llama “CL” , la versión “Europa” ahora se llama “GL”, la versión “Trendline” ahora se llama “Sport” mientras que versiones “TDI” y “GLI” se quedan con el mismo nombre que tenían en 2010.
- 2012, en este año el No. de versiones aumenta a 6 y reciben un ligero cambio en el nombre;

La versión “CL” ahora se llama “CL Aire”, esto último debido a que ya cuenta con aire acondicionado de serie (hasta el modelo 2011, el aire acondicionado era opcional para las versiones de entrada).
La versión “GL” ahora se llama “CL Team”, en esta versión se agregan el radio y la llave de control remoto.
Aparece una nueva versión llamada “GL Team” que agrega el desempañador para el cristal trasero y los frenos de disco en las 4 ruedas.
“Sport”, esta versión no recibe cambios respecto al modelo 2011, a partir de esta versión los Frenos ABS y las bolsas de aire frontales ya son equipo de serie (en las versiones “CL Aire”, “CL Team” y “GL Team” estos 2 aditamentos estaban disponibles en un paquete opcional llamado Paquete Seguridad).
Las versiones “TDI” y “GLI” se ofrecerían por última vez en este año. 
- 2013, desaparecen las versiones “CL Aire”, “Sport”, “TDI” y “GLI” quedando disponible únicamente 2 versiones; “CL Team” y “GL Team” ambas versiones tenían como equipamiento en común Bolsas de Aire frontales pero los Frenos ABS aún seguían siendo una opción, curiosamente, si se compraba con la opción del ABS en el Paquete Seguridad se agregaban también los Frenos de Disco en las 4 ruedas.

- 2014, debido a la introducción del Volkswagen Vento, el Jetta Clásico ahora está disponible en una sola y única versión llamada “CL Aire” la cual reduce el equipamiento al mínimo, quedando lo siguiente para esta versión: Bolsas de Aire frontales, dirección hidráulica, columna de dirección con ajuste de altura y profundidad, Aire Acondicionado, asiento del conductor con ajuste de altura, seguros eléctricos con sistema de Cierre Centralizado, 2 cabeceras fijas en el asiento trasero e Inmobilizador con Alarma.

Como equipo opcional estaban disponibles el Radio, la transmisión automática de 6 velocidades (la computadora de a bordo sólo estaba disponible con la caja automática)  y el Sistema de Frenos ABS que a su vez agregaba los frenos de Disco en las 4 ruedas (si el auto se compraba sin ABS venia con Discos adelante y Tambores atrás). 
- 2015, no hay ninguna diferencia en el equipamiento y se sigue ofreciendo la única versión “CL Aire”, también este es el último año que el Jetta Clásico estuvo disponible a la venta, desapareciendo de las concesionarias entre abril y mayo.